# Michel Moran
Michel Moran (ur. 5 czerwca 1965 w Paryżu) – francuski restaurator i mistrz kuchni pochodzenia hiszpańskiego. Na stałe mieszka w Polsce.

## Życiorys
Urodził się w Paryżu (w rodzinie hiszpańskich emigrantów z regionu Andaluzji). Posiada obywatelstwo francuskie oraz hiszpańskie, w hiszpańskich dokumentach widnieje jako Miguel Moran Jurado.
Studiował w szkole hotelarstwa Jean Drouant. Praktyki zawodowe odbywał m.in. w pięciogwiazdkowym hotelu Royal Monceau, zlokalizowanym w samym sercu Paryża oraz w restauracji Le Jardin, odznaczonej dwiema gwiazdkami w przewodniku Michelin. Od 2004 do 2020 roku był właścicielem i szefem kuchni restauracji Bistro de Paris, mieszczącej się w budynku warszawskiej Opery Narodowej, która otrzymała rekomendacje od Michelina w 2012 roku. W 2013 roku wydał książkę kucharską pt. „Moje smaki”, która była szeroko recenzowana w portalach internetowych.
Jest jurorem polskiej edycji programów MasterChef (od 2012), MasterChef Junior (2016–2023) i MasterChef Nastolatki (od 2024) emitowanych w TVN. Od 2016 roku w TTV prowadzi program 10 zadań specjalnych Michela Morana.

## Odznaczenia
W 2006 roku został wyróżniony francuskim odznaczeniem narodowym Kawalera Ordre du Mérite Agricole, przyznanym przez ministra rolnictwa Dominique’a Bussereau, za promowanie narodowych produktów rolnych oraz ryb i owoców morza.